# سوسکچه سرخرطومی گیلاس
سرخرطومی گیلاس (انگلیسی: Rhynchites auratus) از سوسک‌ها و حشره آفت گیلاس، زردآلو، آلو و عده دیگری از درختان میوه هسته دار است و حشره ماده به منظور تخمریزی در روی میوه سوراخهایی ایجاد می‌کند. این سوراخها تا نزدیکی سطح هسته امتداد دارند و لاروهای جوان پس از خروج از تخم از دیواره نرم هسته وارد آن شده و موجب از بین رفتن کامل هسته می‌گردند. در عین حال میوه‌های آلوده به‌طور عادی رشد می‌کنند ولی سوراخهای تخم ریزی در سطح میوه نمایان است. این آفت از اکثر باغهای میوه در ایران گزارش شده‌است و همچنین در بعضی از کشورهای اروپایی و شرق دریای مدیترانه و جنوب روسیه انتشار دارد.

## مشخصات ظاهری
حشره کامل به رنگ سبز با جلای فلزی، به طول ۸–۷ میلیمتر، مفصل‌های شاخک در انتها برجسته است. روی بالپوشها نقاط ریز ممتد و منظم وجود دارد. لارو بالغ به طول ۱۳–۱۰ میلیمتر و به رنگ سفید با سر قهوه ای رنگ و خمیده می‌باشد.